# Silene papillosa
Silene papillosa är en nejlikväxtart som beskrevs av Pierre Edmond Boissier. Silene papillosa ingår i släktet glimmar, och familjen nejlikväxter. Inga underarter finns listade i Catalogue of Life.